# Jerami Grant
Jerami Grant er en amerikansk basketballspiller.
Den 28. juni 2021 blev Grant inkluderet i listen over amerikanske olympiske basketballspillere som skal spille ved sommer-OL 2020 i Tokyo.